# Antonio Quintana
Pour les articles homonymes, voir Quintana.
Antonio Quintana, né en 1904 et mort le 21 juin 1972, est un photographe chilien.

## Biographie
Professeur de physique-chimie et de géographie, responsable syndical, membre du Parti Communiste, Antonio Quintana Contreras est le fondateur de la première école de photographie chilienne dans les années 1940. 
Son engagement politique le conduira à l'exil de 1948 à 1954, à l'époque de la dictature de Gabriel González Videla et de la promulgation de la Ley de Defensa Permanente de la Democracia plus connue sous le nom de "Ley Maldita", d'abord en Argentine, puis en Uruguay. Il rentrera au Chili en juillet 1954 pour fêter les 50 ans de Pablo Neruda dont il était très proche.
En 1964, il organise une grande exposition collective, réunissant plus de 400 photographies d'une trentaine de photographes chiliens, intitulée El rostro de Chili (le visage du Chili), qui fera le tour du monde.
Il est l'auteur d'une œuvre sur le Chili des années 1930 à 1960, proche de la photographie humaniste d'un Robert Doisneau ou Willy Ronis. Il a notamment réalisé une série intitulée Las manos del Hombre (les mains de l'homme), où il photographie des milliers de mains de paysans et de travailleurs du pays.
Antonio Quintana Contreras, photographe engagé, n’aura guère le temps de participer à l’avènement de l’Unité Populaire. Il meurt le 21 juin 1972 dans le jardin de sa maison, rue Fernando Marquez de la Plata à Santiago (à deux pas de la « Chascona », maison de Pablo Neruda) des suites d’une hémorragie cérébrale. À ses funérailles, Salvador Allende le célèbre par ces mots : « avec Quintana disparaît l’un des meilleurs d’entre nous », ainsi se tourne avec sa disparition l’une des pages principales de l’histoire de la photographie documentaire et sociale au Chili.

## Illustrations
- Las piedras de Chile, poésies de Pablo Neruda, photographies d'Antonio Quintana 1960, Editorial Losada, Buenos Aires.

## Expositions
- « Valparaiso 1930-1960 » exposition produite et présenté par la galerie NegPos (Nîmes, France) sous le commissariat de Patrice Loubon à l'Ambassade du Chili à Berlin (Allemagne) du 8 novembre 2006 au 12 janvier 2007, à La Photo-Galerie du de l'agence de voyage la Maison des Amériques (Paris), du 19 janvier au 29 mai 2009, au festival de Cinéma latino (Biarritz, France) du 28 septembre 2009 au 4 octobre 2009, à l'Espace création de la CDG (Rabat, Maroc) du 1er au 30 avril 2010.